# Lumbrineris cruzensis
Lumbrineris cruzensis är en ringmaskart som beskrevs av Hartman 1944. Lumbrineris cruzensis ingår i släktet Lumbrineris och familjen Lumbrineridae. Inga underarter finns listade i Catalogue of Life.